# BUSINESSEUROPE
A BUSINESSEUROPE Európa kis, közepes- és nagyvállalatainak képviseletét ellátó szervezet, amely meghatározó szerepet játszik az Európai Unió szintjén, az Európai Unió legnagyobb munkaadói szervezete. Legfőbb küldetése az európai gazdaság versenyképességének fokozása, fő feladata a vállalkozások érdekvédelmének és képviseletének biztosítása az európai intézményekben. Az  európai szociális párbeszéd egyik hivatalos partnereként a BUSINESSEUROPE gazdasági és szociális döntések széles körének meghozatalában játszik szerepet; az uniós csúcstalálkozók előtt ajánlásokat tesz az uniós vezetőknek. 
A szervezetnek 40 országban 35 tagja van; munkáját a vezérigazgató, Markus J. Beyrer és a jelenlegi elnök, Fredrik Persson irányítása alatt végzi.

## Története
A második világháború után, 1949-ben alakult meg az az Európai Szén- és Acélközösség országainak kezdeményezésére az ipari szövetségek szervezete, a Conseil des Fédérations Industrielles d'Europe (CIFE). Ebből jött létre 1958 márciusában az  Union des Industries de la Communauté européenne (UNICE), a jelenlegi szervezet. Kezdetben Németország, Franciaország, Olaszország, Luxemburg, Belgium és Hollandia ipari szövetségei vettek részt benne, illetve társult tagként a görög ipari szövetség. 
2007-ben a szervezet neve BUSINESSEUROPE, The Confederation of European Business, lett. 

## Tagjai
- Ausztria: Industriellenvereinigung
- Belgium: Fédération des Entreprises de Belgique - Verbond van Belgische Ondernemingen
- Bulgária: Bulgarian Industrial Association
- Ciprusi Köztársaság: Employers & Industrialists Federation Cyprus - OEB
- Csehország: Svaz průmyslu a dopravy České republiky - SPCR
- Dánia: Dansk Industri - DI
- Dánia: Dansk Arbejdsgiverforening - DA
- Egyesült Királyság: Confederation of British Industry - CBI
- Észtország: Eesti Tööandjate Keskliit - ETTK
- Finnország: Elinkeinoelämän keskusliito - EK
- Franciaország: Mouvement des Entreprises de France - MEDEF
- Görögország: Hellenic Federation of Enterprises - SEV
- Hollandia: Vereniging VNO-NCW
- Horvátország: Hrvatska Udruga Poslodavaca - HUP
- Írország: Irish Business and Employers Confederation - IBEC
- Izland: Samtök iđnađarins - SI
- Izland: Samtök atvinnulífsins - SA
- Lengyelország: PKPP Lewiatan
- Lettország: Latvijas Darba Deveju Konfederacija - LDDK
- Litvánia: Lietuvos Pramonininkų Konfederaciją - LPK
- Luxemburg: Fedil - Business Federation Luxembourg
- Magyarország: Munkaadók és Gyáriparosok Országos Szövetsége - MGYOSZ
- Málta: Malta Chamber of Commerce, Enterprise and Industry - MCCEI
- Montenegró: Unija poslodavaca Crne Gore - UPCG
- Németország: Bundesverband der Deutschen Industrie e.V. - BDI
- Németország: Bundesvereinigung der Deutschen Arbeitgeberverbände e.V. - BDA
- Norvégia: Næringslivets Hovedorganisasjon - NHO
- Olaszország: Confederazione Generale dell' Industria Italiana - CONFINDUSTRIA
- Portugália: Associaçáo Industrial Portuguesa - AIP-CII
- Portugália: Confederação Empresarial de Portugual - CIP
- Románia: Alianța Confederațiilor Patronale din România - ACPR
- San Marino: Associazione Nazionale Industria San Marino - ANIS
- Spanyolország: Confederación Española de Organizaciones Empresariales - CEOE
- Svájc: Fédération des entreprises suisses - Economiesuisse
- Svájc: Confederation of Swiss Employers
- Svédország: Svenskt Näringsliv - SN
- Szerbia: Unija poslodavaca Srbije - UPS
- Szlovákia: Republikova Unia Zamestnavatelov - RUZ
- Szlovénia: Zdruenje Delodajalcev Slovenije  - ZDS
- Törökország: Turkish Industry & Business Association - TÜSIAD
- Törökország: Turkish Confederation of Employer Associations - TISK